# حبیب‌الله خان کمال‌وند
حبیب‌الله خان کمالوند (١٢۴۵ه.خ-؟) ملقب به یمن الملک از سیاستمداران ایرانی بود، که در  دوره سوم بعنوان نماینده خرم‌آباد در مجلس شورای ملی حضور داشت.